# Нельсон (Новая Зеландия)
Не́льсон (англ. Nelson) — город и самый маленький по территории регион в Новой Зеландии. Расположен на северном побережье Южного острова. Население города-региона на 2013 год оценивалось в 46 437 жителей. Площадь — 445 км².

## Известные уроженцы
- Халм, Денни (1936—1992) — новозеландский автогонщик, чемпион Формулы-1 (1968).
- Резерфорд, Эрнест (1871—1937) — «отец» ядерной физики. Лауреат Нобелевской премии по химии (1908).